# David Rodríguez (amerykański piłkarz)
David Rodríguez Uribe (ur. 5 maja 2002 w San Luis Potosí) – amerykański piłkarz pochodzenia meksykańskiego występujący na pozycji ofensywnego pomocnika, od 2025 roku zawodnik kanadyjskiego Atlético Ottawa.